# Baszkirska Samodzielna Dywizja Kawalerii
Baszkirska Samodzielna Dywizja Kawalerii (ros. Башкирская отдельная кавалерийская дивизия) – w latach 1919–1921 związek taktyczny kawalerii Armii Czerwonej.
Została sformowana rozkazem przewodniczącego Rewolucyjnej Rady Wojskowej Republiki Rosyjskiej Lwa Trockiego z 5 kwietnia 1919 w Sarańsku jako Samodzielna Baszkirska Brygada z byłych członków Korpusu Baszkirskiego. Od lipca w jej skład już jako dywizji wchodziły 2 strzeleckie i 2 kawaleryjskie pułki, od września 3 pułki kawalerii i eskadron techniczny. 
Dywizja wchodziła w skład 14 Armii Frontu Południowego. Od września stacjonowała w garnizonie piotrogradzkim, w październiku weszła w skład Baszkirskiej Grupy Wojsk.
Podczas wojny domowej w czerwcu-wrześniu 1919 uczestniczyła w obronie Charkowa, w walkach z Armią Ochotniczą gen. Maj-Majewskiego, w okresie październik 1919 - styczeń 1920 broniła Piotrogrou, uczestniczyła w rozbiciu Północno-Zachodniej Armii gen. Judenicza. 
Od stycznia 1920 stacjonowała w guberni nowogrodzkiej. W maju została rozformowana, jej oddziały zostały przekazane w skład 1 Baszkirskiego Pułku Kawalerii, który w czerwcu został włączony w skład Baszkirskiej Samodzielnej Brygady Kawalerii.
Dowódcą dywizji był naczdiw Achłau Achłow.